# 브루누 조제 파방 라마스
브루누 조제 파방 라마스(포르투갈어: Bruno José Pavan Lamas, 1994년 4월 13일~)는 브라질의 축구 선수로, 포지션은 미드필더이다. 현재 대구 FC 소속이다. 브라질인이지만 이탈리아 시민권 역시 가지고 있다.